# Campeonato de España de Clubes de Baloncesto Cadete Masculino
El Campeonato de España de Clubes de Baloncesto Cadete Masculino es una competición nacional organizada por la Federación Española de Baloncesto (FEB), que reúne anualmente desde 1986 a los mejores equipos sub-16 del país. Es una de las citas clave del baloncesto de formación español, con la participación de 32 clubes que representan a las distintas federaciones autonómicas.

## Formato de competición
El Campeonato de España de Clubes Cadete Masculino reúne a equipos formados por jugadores menores de 16 años (categoría cadete), pertenecientes a clubes de toda España.
El torneo se disputa en una sede única y se organiza en varias fases:
- Fase de grupos: Los 32 equipos se dividen en 8 grupos (A a H) de 4 equipos cada uno. Se disputa una liguilla a una vuelta. Se clasifican los dos primeros equipos de cada grupo (16 en total).
- Fase final: Se estructura en eliminatorias directas: octavos de final, cuartos de final, semifinales y final.

También se disputan partidos para determinar las posiciones finales del campeonato: el partido por el 3.º y 4.º puesto, así como los encuentros por el 5.º al 8.º lugar.

## Equipos participantes
Disputan el campeonato un total de 32 equipos, clasificados según los siguientes criterios establecidos por la Federación Española de Baloncesto (FEB):
- Los 19 equipos campeones de cada una de las federaciones autonómicas.
- Los 8 equipos subcampeones de las federaciones con mayor número de licencias en la categoría cadete masculina (según datos de la temporada anterior).
- El representante de la federación sede del campeonato.
- Los 4 equipos adicionales de aquellas federaciones cuyos clubes alcanzaron los cuatro primeros puestos en la edición anterior del campeonato.

Cada federación puede clasificar un máximo de 3 equipos. En caso de que algún criterio supere este límite, la plaza se reasigna a la siguiente federación o equipo según lo estipulado por la FEB.
Las vacantes por renuncia se cubren siguiendo un orden determinado por número de licencias y resultados del año anterior.

## Historial
| Ed.     | Año  | Sede            | Resultado | Oro             | Plata        | Bronce              | MVP                 |
| ------- | ---- | --------------- | --------- | --------------- | ------------ | ------------------- | ------------------- |
| I       | 1986 | Cádiz           |           | Real Madrid     | FC Barcelona | RCD Espanyol        |                     |
| II      | 1987 | Vigo            |           | FC Barcelona    | Real Madrid  | Estudiantes         |                     |
| III     | 1988 | Guadalajara     |           | FC Barcelona    | Real Madrid  | Joventut            |                     |
| IV      | 1989 | Bailén          |           | Estudiantes     | Real Madrid  | FC Barcelona        |                     |
| V       | 1990 | Lujua           |           | Estudiantes     | RCD Espanyol | Real Madrid         |                     |
| VI      | 1991 | Manresa         |           | Joventut        | FC Barcelona | Estudiantes         |                     |
| VII     | 1992 | El Ejido        |           | Ademar Maristas | FC Barcelona | Real Madrid         |                     |
| VIII    | 1993 | Málaga          |           | FC Barcelona    | Estudiantes  | Real Madrid         |                     |
| IX      | 1994 | Guipúzcoa       |           | FC Barcelona    | Estudiantes  | Unicaja             |                     |
| X       | 1995 | Málaga          |           | Unicaja         | FC Barcelona | CAI Zaragoza        |                     |
| XI      | 1996 | Málaga          |           | Joventut        | FC Barcelona | Unicaja             |                     |
| XII     | 1997 | Murcia          |           | FC Barcelona    | Real Madrid  | Unicaja             |                     |
| XIII    | 1998 | Mallorca        |           | Unicaja         | Joventut     | Colegio Leonés      |                     |
| XIV     | 1999 | Castilla y León |           | FC Barcelona    | Real Madrid  | Atlético Valenciano |                     |
| XV      | 2000 | Murcia          |           | FC Barcelona    | Estudiantes  | CB Zaragozano       |                     |
| XVI     | 2001 | Aragón          |           | Unicaja         | Real Madrid  | FC Barcelona        |                     |
| XVII    | 2002 | Las Palmas      |           | Real Madrid     | FC Barcelona | CB Cornellà         |                     |
| XVIII   | 2003 | Toledo          |           | Real Madrid     | Joventut     | FC Barcelona        |                     |
| XIX     | 2004 | San Fernando    |           | Real Madrid     | FC Barcelona | Joventut            |                     |
| XX      | 2005 | Madrid          |           | Real Madrid     | Unicaja      | FC Barcelona        |                     |
| XXI     | 2006 | Mahón           | 72–67     | Gran Canaria    | FC Barcelona | B. Sevilla          | Youssoupha Mbao     |
| XXII    | 2007 | Almería         |           | Joventut        | Gran Canaria | Arona Tenerife      |                     |
| XXIII   | 2008 | Castellón       | 56–61     | Joventut        | FC Barcelona | Unicaja             | Elhadhi Malick      |
| XXIV    | 2009 | Zaragoza        | 57–70     | FC Barcelona    | Real Madrid  | Fuenlabrada         | Bakary Konate       |
| XXV     | 2010 | Durango         | 65–59     | FC Barcelona    | Joventut     | Gran Canaria        | Placide Nakidjim    |
| XXVI    | 2011 | Zaragoza        | 62–69     | Joventut        | FC Barcelona | Gran Canaria        | Jonathan Kasibabu   |
| XXVII   | 2012 | Marín/Cambados  | 79–86     | B. Sevilla      | Marín        | Unicaja             | Bruno Diatta        |
| XXVIII  | 2013 | Ferrol          | 71–59     | FC Barcelona    | Unicaja      | B. Sevilla          | Bourama Sidibé      |
| XXIX    | 2014 | Zaragoza        | 73–68     | FC Barcelona    | Real Madrid  | Joventut            | Luka Dončić         |
| XXX     | 2015 | Seo de Urgel    | 72–57     | Real Madrid     | FC Barcelona | Unicaja             | Ablaye Sow          |
| XXXI    | 2016 | Seo de Urgel    | 55–53     | Estudiantes     | Gran Canaria | FC Barcelona        | Biram Faye          |
| XXXII   | 2017 | Lérida          | 98–95     | Real Madrid     | FC Barcelona | Canterbury A.       | Oumar Ballo         |
| XXXIII  | 2018 | Lérida          | 89–53     | Real Madrid     | Gran Canaria | Real Betis          | Khalifa Diop        |
| XXXIV   | 2019 | Huelva          | 66–64     | Real Madrid     | FC Barcelona | Tenerife            | Eli Ndiaye          |
| XXXV    | 2021 | San Fernando    | 78–40     | Real Madrid     | Joventut     | Tenerife            | Aday Mara           |
| XXXVI   | 2022 | San Fernando    | 73–70     | Real Madrid     | Unicaja      | Valencia            | Marcos Paulo Semedo |
| XXXVII  | 2023 | San Fernando    | 102–54    | Real Madrid     | Unicaja      | Estudiantes         | El Hadji Sidi Gueye |
| XXXVIII | 2024 | San Fernando    | 70–67     | FC Barcelona    | Real Madrid  | Real Betis          | Abraham Bol         |
| XXXIX   | 2025 | San Fernando    | 82–73     | Real Madrid     | FC Barcelona | Pablo Laso Academy  | Aaron Ona           |

## Palmarés por clubes
| Club                | Oro | Plata | Bronce | Años campeonato                                                              |
| ------------------- | --- | ----- | ------ | ---------------------------------------------------------------------------- |
| Real Madrid         | 13  | 9     | 3      | 1986, 2002, 2003, 2004, 2005, 2015, 2017, 2018, 2019, 2021, 2022, 2023, 2025 |
| FC Barcelona        | 12  | 14    | 5      | 1987, 1988, 1993, 1994, 1997, 1999, 2000, 2009, 2010, 2013, 2014, 2024       |
| Joventut            | 5   | 4     | 3      | 1991, 1996, 2007, 2008, 2011                                                 |
| Unicaja             | 3   | 4     | 6      | 1995, 1998, 2001                                                             |
| Estudiantes         | 3   | 3     | 3      | 1989, 1990, 2016                                                             |
| Gran Canaria        | 1   | 3     | 2      | 2006                                                                         |
| B. Sevilla          | 1   | 0     | 2      | 2012                                                                         |
| Ademar Maristas     | 1   | 0     | 0      | 1992                                                                         |
| RCD Espanyol        | 0   | 1     | 1      | –                                                                            |
| Marín               | 0   | 1     | 0      | –                                                                            |
| Real Betis          | 0   | 0     | 2      | –                                                                            |
| Tenerife            | 0   | 0     | 2      | –                                                                            |
| CAI Zaragoza        | 0   | 0     | 1      | –                                                                            |
| Colegio Leonés      | 0   | 0     | 1      | –                                                                            |
| Atlético Valenciano | 0   | 0     | 1      | –                                                                            |
| CB Zaragozano       | 0   | 0     | 1      | –                                                                            |
| CB Cornellà         | 0   | 0     | 1      | –                                                                            |
| Arona Tenerife      | 0   | 0     | 1      | –                                                                            |
| Fuenlabrada         | 0   | 0     | 1      | –                                                                            |
| Canterbury A.       | 0   | 0     | 1      | –                                                                            |
| Valencia            | 0   | 0     | 1      | –                                                                            |
| Pablo Laso Academy  | 0   | 0     | 1      | –                                                                            |